# Kreisgericht Guhrau
Das Kreisgericht Guhrau war ein preußisches Kreisgericht in der damaligen Provinz Schlesien mit Sitz in der Stadt Guhrau.

## Geschichte
1849 wurden in Preußen einheitlich Kreisgerichte geschaffen. Hierbei wurde die Patrimonialgerichtsbarkeit abgeschafft und die Patrimonialgerichte wurden aufgehoben. Auch die eingangs genannten Gerichte wurden aufgehoben und es entstand das Königliche Kreisgericht Guhrau im Sprengel des Appellationsgerichts Glogau. Es war für den Landkreis Guhrau zuständig.
Das zuständige Schwurgericht war das Kreisgericht Glogau. Am Gericht waren 1870 ein Direktor und fünf Kreisrichter eingesetzt. 1870 betrug die Zahl der Gerichtseingesessenen 37.916. Eine Gerichtskommission war in Herrnstadt eingerichtet. Gerichtstage wurden in Tschirnau gehalten.
Im Rahmen der Reichsjustizgesetze wurde das Gerichtswesen in Deutschland 1879 vereinheitlicht. Damit wurde das Kreisgericht Guhrau aufgehoben und das königlich preußische Amtsgericht Guhrau mit Wirkung zum 1. Oktober 1879 als eines von 14 Amtsgerichten im Bezirk des Landgerichtes Glogau als Nachfolger gebildet. Auch die Gerichtskommission wurde in das Amtsgericht Herrnstadt umgewandelt.